# برينس أمارتي
برينس أمارتي (بالإنجليزية: Prince Amartey)‏ (مواليد 25 يونيو 1944) هو ملاكم غاني، مثّل بلاده في الألعاب الأولمبية الصيفية 1972 وحقق الميدالية البرونزية في فئة الوزن المتوسط.

## روابط خارجية
- برينس أمارتي على موقع بوكس ريك (الإنجليزية) (registration required)
- برينس أمارتي على موقع اللجنة الأولمبية الدولية (الإنجليزية)
- برينس أمارتي على موقع أوليمبيديا (الإنجليزية)